# بيرثا هيل
بيرثا هيل (بالإنجليزية: Bertha "Chippie" Hill)‏ هي موسيقية ومغنية أمريكية، ولدت في 15 مارس 1905 في تشارلستون في الولايات المتحدة، وتوفيت في 7 مايو 1950 في نيويورك في الولايات المتحدة.

## وصلات خارجية
- بيرثا هيل على موقع ميوزك برينز (الإنجليزية)
- بيرثا هيل على موقع أول ميوزيك (الإنجليزية)
- بيرثا هيل على موقع ديسكوغز (الإنجليزية)